# Antemunte

Mapa de la Antigua Macedonia con la ubicación de Antemunte, en la zona central de la Península Calcídica.

Antemunte (en griego antiguo: Ἁνθεμοῦς) fue una antigua región así como una ciudad griega, situada en la península Calcídica.  
Antemunte es mencionada por Heródoto como una ciudad macedonia que Amintas ofreció a Hipias. Tucídides, por su parte, la menciona como una región de Macedonia. El año 429 a. C., su territorio fue devastado por un ejército tracio bajo el mando de Sitalces.
Estando en posesión de los atenienses, fue tomada por Filipo II de Macedonia, que posteriormente, en el año 356 a. C., la cedió, junto con Potidea, a Olinto.
Durante la batalla de Issos del año 333 a. C., uno de los escuadrones del ejército de Alejandro Magno estaba formado por soldados de Antemunte.
Se localiza en Agia Paraskevi, unos 3,5 km al sur de la población moderna de Galatista, donde se han encontrado inscripciones de época romana (dos decretos y una lista de efebos).